# Didymochlaena microphylla
Didymochlaena microphylla là một loài thực vật có mạch trong họ Dryopteridaceae. Loài này được Roland Napoléon Bonaparte miêu tả khoa học đầu tiên năm 1925.